# Mockument

Plakat filmu Be My Cat: A Film for Anne (2015)

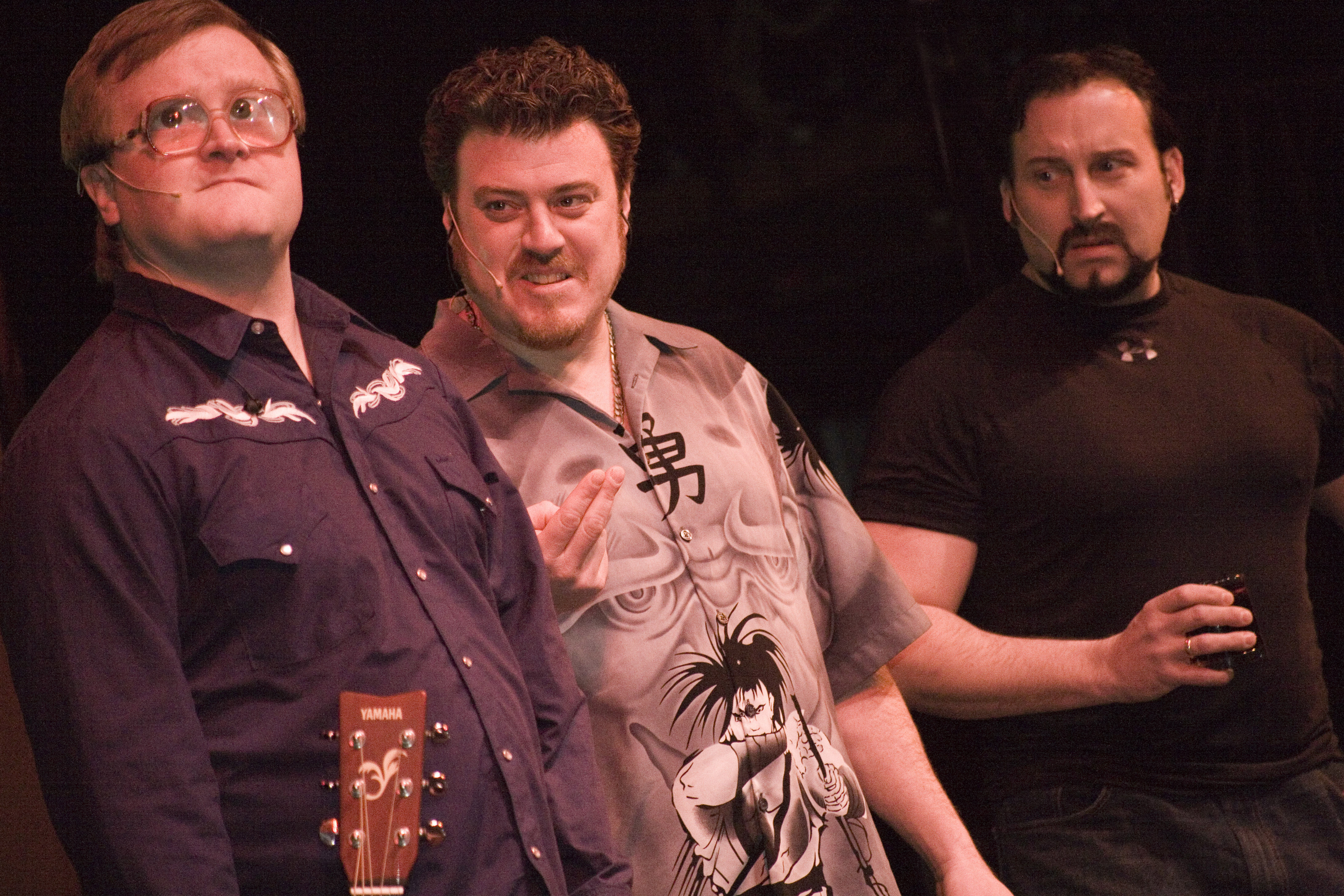
Obsada serii Chłopaki z baraków

Mockument (ang. mockumentary) – gatunek filmowy i telewizyjny, odmiana paradokumentu. Fikcja udająca film dokumentalny, często przyjmująca formę satyry lub parodii.

## Etymologia
Jest to zbitka wyrazowa angielskich określeń mock (kpina, szyderstwo) i documentary (film dokumentalny).

## Przykłady
- Bierz forsę i w nogi (1969)
- Zelig (1983)
- Oto Spinal Tap (1984)
- The Nona Tapes (1995)
- Biuro (2001–2003)
- Chłopaki z baraków (2001–2008, 2014–2018, od 2021)
- Rok diabła (2002)
- Wirtualna podróż na planetę Darwin 4 (2005)
- Behind the Mask: The Rise of Leslie Vernon (2006)
- Borat: Podpatrzone w Ameryce, aby Kazachstan rósł w siłę, a ludzie żyli dostatniej (2006)
- Brüno (2009)
- Parks and Recreation (2009–2015, 2020)
- Współczesna rodzina (2009–2020)
- AIC 23 (2013)
- Pocztówki z Republiki Absurdu (2014)
- Muppety (2015–2016)
- Big Short (2015)
- 1670 (2023)